# داريوس ووكر
داريوس ووكر (بالإنجليزية: Darius Walker)‏ هو لاعب كرة قدم أمريكية أمريكي، ولد في 21 أكتوبر 1985 في أتلانتا في الولايات المتحدة.

## وصلات خارجية
- داريوس ووكر على موقع مرجع كرة القدم المحترفة.كوم (الإنجليزية)